# Fimbristylis strigosa
Fimbristylis strigosa är en halvgräsart som beskrevs av Ethirajalu Govindarajalu. Fimbristylis strigosa ingår i släktet Fimbristylis och familjen halvgräs. Inga underarter finns listade i Catalogue of Life.